# 奧夫施拉格湖

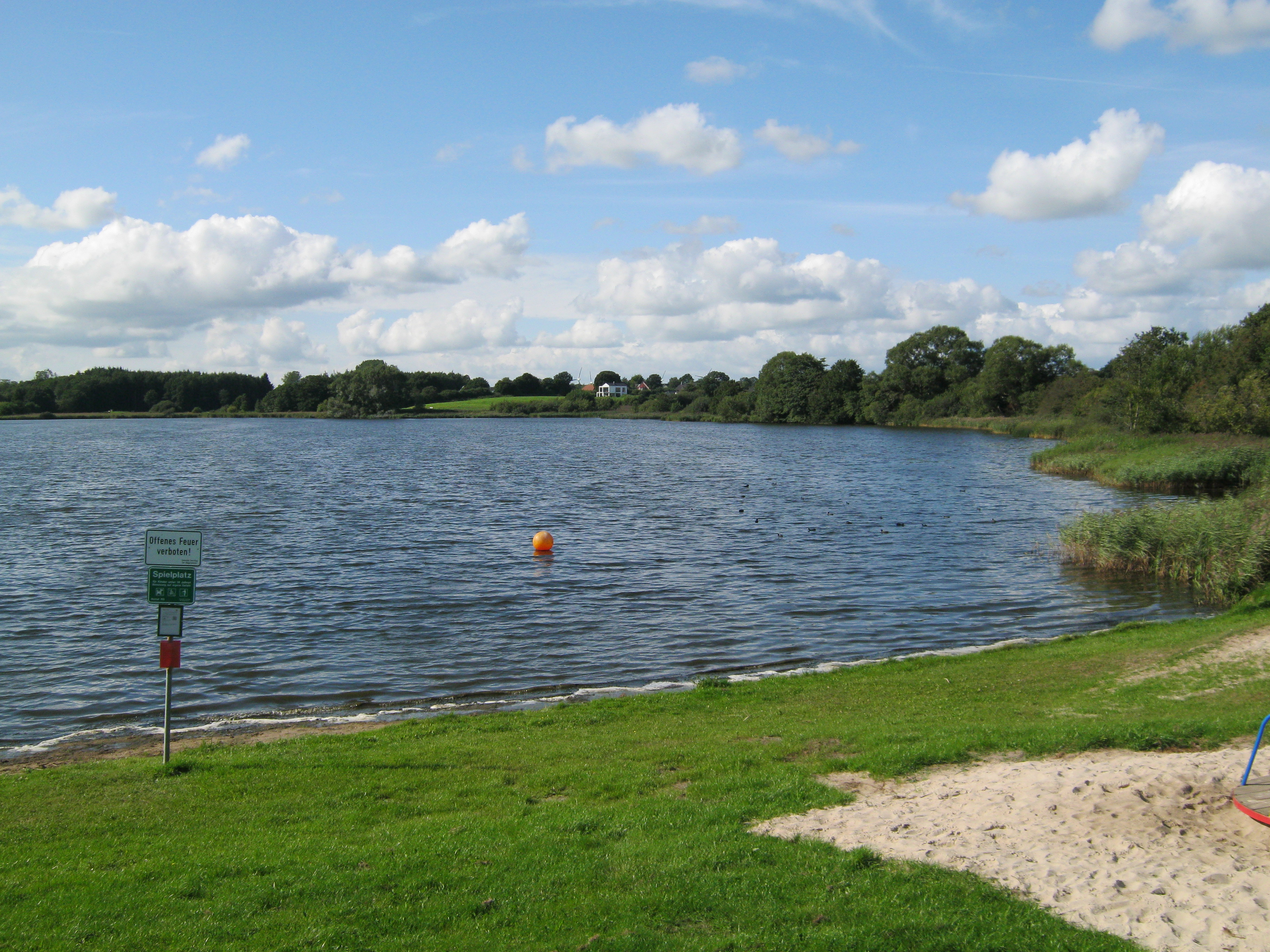

54°23′09″N 9°36′19″E / 54.3859208°N 9.6051548°E
奧夫施拉格湖（德語：Owschlager See），是德國的湖泊，位於該國北部石勒蘇益格-荷爾斯泰因州，由倫茨堡-埃肯弗德縣負責管轄，面積0.23平方公里，平均水深1.4米，最大水深1.8米，水體容量29萬立方米，湖岸線長度1.9公里。